# 史大刚
史大刚（1958年11月—），山西稷山人，男，汉族，中国共产党党员。中华人民共和国官员，中央新疆工作协调小组办公室主任、第十三届全国人民代表大会常务委员会委员、第十三届全国人民代表大会民族委员会副主任委员、第十三届全国人民代表大会新疆地区代表。
史大刚1977年7月至1978年3月在新疆维吾尔自治区轮台县群巴克园艺场作为知青参加劳动，1978年3月考入新疆八一农学院农学系植保专业学习。1982年2月起在新疆维吾尔自治区农业科学院工作，历任植保所副所长（1988.04）、代理所长（1992.08）、科研管理处处长（1992.10）、副院长（1994.11）。1998年10月，史大刚调任喀什地委副书记，并于2003年1月升任地委书记。2011年7月当选为新疆维吾尔自治区政府副主席（2017年1月辞职），2016年12月至2018年3月任中央统战部副部长。2017年起任中央新疆工作协调小组办公室主任。2018年2月24日，当选为第十三届全国人大代表。2018年3月，当选第十三届全国人民代表大会常务委员会委员、全国人民代表大会民族委员会副主任委员。其后，史大刚出任中央新疆工作协调小组办公室主任。